# Карагаська мова
Карагаська мова — мертва самодійська мова. Належить до південної гілки самодійських мов. Карагаську мову використовувала частина племен саянських самодійців, що проживала на саянському нагір'ї. Разом з тайгійською і власне маторською була одним з діалектів маторської мови.
Мова вимерла у XIX столітті. Сучасні туркомовні карагаси або тофалари не мають відношення до карагасів.[джерело?] Їх мова хоч і має деякі запозичення з карагаської через близькість території проживання, є самостійною тюркською мовою, що відокремилася від тувинської до XVIII ст.